# Джабудаг
Джабуда́г (рос. Джабудаг) — гірська вершина у північно-східній частині Великого Кавказу. Знаходиться на території Росії (південний Дагестан).